# Motiv (bildkonst)
Motivet i bildkonsten är det föremål som representeras i en bild så som till exempel ett foto eller en tavla.